# ジョージ・フレミング (第2代準男爵)

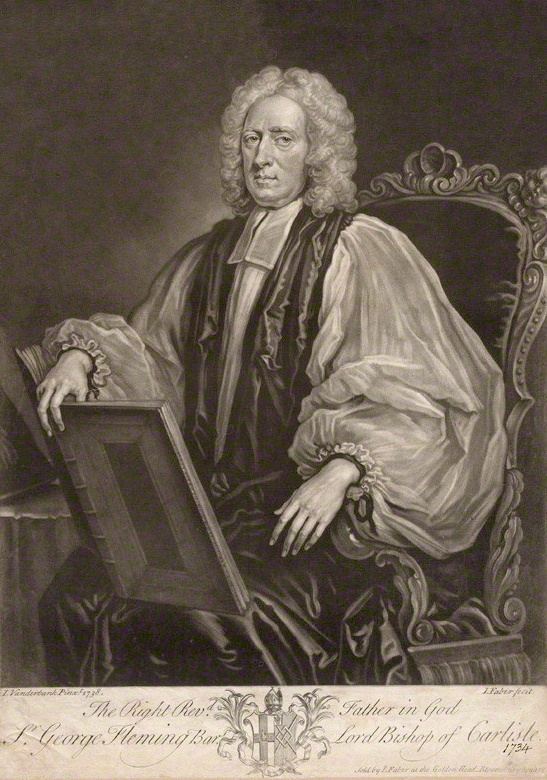
1738年の肖像画、ナショナル・ポートレート・ギャラリー所蔵。

第2代準男爵サー・ジョージ・フレミング（英語: Sir George Fleming, 2nd Baronet、1666年頃 – 1747年7月2日）は、イングランド国教会の聖職者。1735年から1747年までカーライル主教を務めた。

## 生涯
サー・ダニエル・フレミング（1701年3月25日没）とバーバラ・フレッチャー（Barbara Fletcher、初代準男爵サー・ヘンリー・フレッチャーの娘）の五男として生まれた。1688年7月14日にオックスフォード大学セント・エドマンド・ホールに入学、1692年にB.A.の学位を、1695年3月7日にM.A.の学位を修得した。
聖職者としての道を歩み、1695年にアスペイトリアの教区副牧師に就任した。以降昇進を続け、1701年にカーライル聖堂の聖堂参事会会員（canon）に、1703年にスタンウィックスの教区牧師とカークランド（Kirkland）の教区副牧師に、1705年にカーライル大執事とサルケルドの教区牧師に、1719年にアウズビーの教区牧師に就任した。
1727年にカーライル聖堂参事会会長に任命され、同年2月22日にオックスフォード大学よりLL.D.の学位を授与された（ただし、聖堂参事会会長に任命された後もカーライル大執事に留任、1735年に主教に任命されたときに聖堂参事会会長と大執事退任した）。1729年にグラスミアの教区牧師に転じ、1735年から1747年までカーライル主教を務めた。
1736年に8月29日に兄ウィリアムが死去すると、準男爵位を継承した。
1747年7月2日に死去、息子ウィリアムに先立たれたため弟マイケルの息子ウィリアムが準男爵位を継承した。

## 家族
1708年10月28日、キャサリン・ジェファーソン（Catherine Jefferson、1679年頃 – 1736年5月1日、ロバート・ジェファーソンの娘）と結婚した。
- ウィリアム（1710年頃 – 1743年） - 聖職者。1739年12月27日にドロシー・ウィルソン（Dorothy Wilson、ダニエル・ウィルソンの娘）と結婚、1女をもうけた[1]